# Атри (индуизм)
А́три (санскр. अत्रि, IAST: atri) — ведийский мудрец в индуизме, легендарный бард, сын Брахмы, один из сапта-риши («семи великих мудрецов»). Также семья риши, представители которой считаются авторами многих гимнов из 5-й мандалы Ригведы.
Наряду с такими риши, как Васиштха и Кашьяпа, Атри входит во все списки сапта-риши, содержащиеся в таких ведийских писаниях, как «Джайминия-брахмана» «Сама-веды», «Брихад-араньяка-упанишада» и «Шатапатха-брахмана». В «Вишну-пуране» об Атри говорится как об одном из сапта-риши в седьмой, то есть настоящей манвантаре Вайвасваты Ману.
В индуистской астрономии, именем Атри названа звезда Мегрец — самая тусклая из семи звёзд в Саптариши-мандале или астеризме Большого Ковша в созвездии Большой Медведицы. Согласно индуистским верованиям, эта звезда является местом обитания мудреца Атри, где он и живёт по сей день. Другие шесть звёзд носят имена таких риши, как Пулаха, Пуластья, Крату, Ангирас, Васиштха и Бхригу.
Атри — это один из великих мудрецов-брахманов. Он — сын Брахмы, рождённый из его ума. Говорится, что Брахма настолько могуществен, что, только подумав о сыне, может произвести его на свет. Таких его сыновей называют манаса-путрами. Атри — один из манаса-путр Брахмы.
Жену Атри звали Анасуя. У них было два сына-кшатрия, которые стали царями. Одним из них был царь Артхама, другим Даттатрея — совместное воплощение Брахмы, Вишну и Шивы. Атри был одним из 21 праджапати (прародителей человечества). В «Шримад-Бхагаватам» описывается, что он помогал махарадже Парикшиту в проведении великих ведийских жертвоприношений.
В Пуранах описывается, что Атри молил Вишну о потомстве, и тот, довольный им, обещал сам стать его сыном — Даттатрейей (Даттой, сыном Атри). Бхактиведанта Свами Прабхупада в своём комментарии к «Шримад-Бхагаватам» говорит, что риши Атри находился в родительской любовной расе с Богом и достиг совершенства в практике бхакти-йоги. Когда он пожелал, чтобы Бог стал его сыном, все три божества тримурти явились ему в образе Даттатреи.